# Delisle (Québec)
Pour les articles homonymes, voir Delisle.
Delisle est une ancienne municipalité québécoise fusionnée depuis le 21 février 2001 à la ville d'Alma, au Saguenay-Lac-Saint-Jean. Elle comptait avant la fusion, selon son dernier recensement en 2001, 4 208 habitants.

## Histoire
La municipalité de Delisle tire son nom du Canton de l'Isle proclamé le 8 octobre 1868, lequel fut morcelé à partir d'une partie de la municipalité d'Hébertville située au nord de la rivière Grande Décharge. Les premiers colons originaires de Chicoutimi viennent s'y établir en 1882. La paroisse de Saint-Cœur-de-Marie est érigée canoniquement en 1889, à la suite de l'arrivée quelques mois plus tôt de son premier curé. La paroisse est incorporée sous le nom de Corporation du canton de Delisle le 10 juin 1890.
Le village de Saint-Cœur-de-Marie se détache de la corporation du canton de Delisle en 1921, suivi en 1924 par le village d'Isle-Maligne. Delisle et Saint-Cœur-de-Marie fusionneront cependant un demi-siècle plus tard, en 1979, sous le nom de municipalité de Delisle.